# Afrika-Meisterschaften im Bahnradsport 2025
Die Afrika-Meisterschaften im Bahnradsport 2025 fanden vom 12. bis 16. Mai statt, zum dritten Mal in Folge im Cairo International Velodrome der ägyptischen Hauptstadt. Es wurden Wettbewerbe für die Kategorien Elite und Junioren ausgetragen, am 11. und 12. Mai außerdem Wettkämpfe im Paracycling.
Infolge einer Regeländerung des Radsport-Weltverbands UCI fuhren Männer wie Frauen erstmals in allen Disziplinen die gleichen Distanzen, also 1000 Meter im Zeitfahren, 4000 Meter in der Einerverfolgung und 10 km im Scratch. Auch die Distanzen im Omnium wurden angeglichen.

## Beteiligung
An den Meisterschaften beteiligten sich elf afrikanische Nationen, und zwar Ägypten, Algerien, Benin, Burkina Faso, Burundi, die Elfenbeinküste, Mauritius, Nigeria, die Seychellen, Südafrika, der Südsudan und Tunesien.

## Resultate Elite
Legende:
- „G“ = Zeit aus dem Finale um Gold; „B“ = Zeit aus dem Finale um Bronze
- OVL = Eingeholt

### Sprint
| Männer | Männer            | Männer | Männer   |
| ------ | ----------------- | ------ | -------- |
| 0#     | Name              | Land   | Zeit (s) |
|        | Hussein Hassan    | EGY    |          |
|        | Mahmoud Elimbabi  | EGY    |          |
|        | Abdouul Ouedraogo | BUR    |          |

| Frauen | Frauen          | Frauen | Frauen   |
| ------ | --------------- | ------ | -------- |
| 0#     | Name            | Land   | Zeit (s) |
|        | Shahd Mohamed   | EGY    |          |
|        | Ese Ukpeseraye  | NGR    |          |
|        | Amber Hindmarch | RSA    |          |

### Keirin
| Männer | Männer               | Männer | Männer |
| ------ | -------------------- | ------ | ------ |
| 0#     | Name                 | Land   |        |
|        | Mahmoud Elimbabi     | EGY    |        |
|        | Hussein Hassan       | EGY    |        |
|        | Tshilalahufhe Munyai | RSA    |        |

| Frauen | Frauen            | Frauen | Frauen |
| ------ | ----------------- | ------ | ------ |
| 0#     | Name              | Land   |        |
|        | Shahd Mohamed     | EGY    |        |
|        | Ese Ukpeseraye    | NGR    |        |
|        | Charlotte Metoevi | BEN    |        |

### Zeitfahren
| Männer | Männer            | Männer | Männer     |
| ------ | ----------------- | ------ | ---------- |
| 0#     | Name              | Land   | Zeit (min) |
|        | Mahmmoud Elimbabi | EGY    | 1:05,816   |
|        | Ethan Kulsen      | RSA    | 1:06,410   |
|        | Abdouul Ouedraogo | BUR    | 1:08,831   |

| Frauen | Frauen         | Frauen | Frauen     |
| ------ | -------------- | ------ | ---------- |
| 0#     | Name           | Land   | Zeit (min) |
|        | Nesrine Houili | ALG    | 1:13,602   |
|        | Shahd Mohamed  | EGY    | 1:14,699   |
|        | Ese Ukpeseraye | NGR    | 1:18,206   |

### Teamsprint
| Männer | Männer                                          | Männer | Männer   |
| ------ | ----------------------------------------------- | ------ | -------- |
| 0#     | Namen                                           | Land   | Zeit (s) |
|        | Hussein Hassan Mahmoud Elimbabi Mahmoud Bakr    | EGY    | 48,074 G |
|        | Yacine Hamza Mohamed-Nadjib Assal Anes Riahi    | ALG    | 48,825 G |
|        | Ethan Kulsen Tshilalahufhe Munyai Carl Bonthuys | RSA    | 49,625 B |

| Frauen | Frauen                                          | Frauen | Frauen   |
| ------ | ----------------------------------------------- | ------ | -------- |
| 0#     | Namen                                           | Land   | Zeit (s) |
|        | Mentalla Belal Shahd Mohamed Sara Anwar         | EGY    | 54,879 G |
|        | Grace Ayuba Ese Ukpeseraye Mary Samuel          | NGR    | 56,350 G |
|        | Anya du Plessis Ainslii de Beer Amber Hindmarch | RSA    | 57,381 B |

### Einerverfolgung
| Männer | Männer          | Männer | Männer     |
| ------ | --------------- | ------ | ---------- |
| 0#     | Name            | Land   | Zeit (min) |
|        | Oussama Mimouni | ALG    |            |
|        | Mahmoud Bakr    | EGY    | OVL        |
|        | Rhys Burrell    | RSA    | 4:42,688 B |

| Frauen | Frauen          | Frauen | Frauen     |
| ------ | --------------- | ------ | ---------- |
| 0#     | Name            | Land   | Zeit (min) |
|        | Nesrine Houili  | ALG    |            |
|        | Anya du Plessis | RSA    | OVL        |
|        | Mentalla Belal  | EGY    |            |

### Mannschaftsverfolgung
| Männer | Männer                                                             | Männer | Männer     |
| ------ | ------------------------------------------------------------------ | ------ | ---------- |
| 0#     | Namen                                                              | Land   | Zeit (min) |
|        | Bradley Gouveris Kellan Gouveris Rhys Burrell Carl Bonthuys        | RSA    | 4:22,059 G |
|        | Mahmoud Bakr Youssef Abouelhassan Ahmed Elsenfawi Assem Elhusseini | EGY    | 4:27,249 G |
|        | Salah Cherki Oussama Mimouni Lotfi Tchambaz Yacine Chalel          | ALG    | 4:32,385 B |

| Frauen | Frauen                                                   | Frauen | Frauen     |
| ------ | -------------------------------------------------------- | ------ | ---------- |
| 0#     | Namen                                                    | Land   | Zeit (min) |
|        | Ebtisam Zayed Mentalla Belal Habiba Osama Shahd Mohamed  | EGY    | 5:09,179   |
|        | Grace Ayuba Ese Ukpeseraye Mary Samuel Patience Otuodung | NGR    | 5:27,339   |
|        | nicht vergeben                                           |        |            |

### Scratch
| Männer | Männer           | Männer | Männer |
| ------ | ---------------- | ------ | ------ |
| 0#     | Name             | Land   |        |
|        | Bradley Gouveris | RSA    |        |
|        | Mahmoud Bakr     | EGY    |        |
|        | Hamza Amari      | ALG    |        |

| Frauen | Frauen          | Frauen | Frauen |
| ------ | --------------- | ------ | ------ |
| 0#     | Name            | Land   |        |
|        | Ebtisam Zayed   | EGY    |        |
|        | Nesrine Houili  | ALG    |        |
|        | Anya du Plessis | RSA    |        |

### Punktefahren
| Männer | Männer          | Männer | Männer |
| ------ | --------------- | ------ | ------ |
| 0#     | Name            | Land   | Punkte |
|        | Anes Riahi      | ALG    | 65     |
|        | Kellan Gouveris | RSA    | 41     |
|        | Yacine Chalel   | ALG    | 38     |

| Frauen | Frauen         | Frauen | Frauen |
| ------ | -------------- | ------ | ------ |
| 0#     | Name           | Land   | Punkte |
|        | Ebtisam Zayed  | EGY    | 87     |
|        | Nesrine Houili | ALG    | 64     |
|        | Shahd Mohamed  | EGY    | 29     |

### Ausscheidungsfahren
| Männer | Männer               | Männer | Männer |
| ------ | -------------------- | ------ | ------ |
| 0#     | Name                 | Land   |        |
|        | Mahmoud Bakr         | EGY    |        |
|        | Mohamed-Nadjib Assal | ALG    |        |
|        | Ethan Kulsen         | RSA    |        |

| Frauen | Frauen         | Frauen | Frauen |
| ------ | -------------- | ------ | ------ |
| 0#     | Name           | Land   |        |
|        | Ebtisam Zayed  | EGY    |        |
|        | Nesrine Houili | ALG    |        |
|        | Mentalla Belal | EGY    |        |

### Omnium
| Männer | Männer           | Männer | Männer |
| ------ | ---------------- | ------ | ------ |
| 0#     | Name             | Land   | Punkte |
|        | Bradley Gouveris | RSA    | 197    |
|        | Mahmoud Bakr     | EGY    | 192    |
|        | Hamza Amari      | ALG    | 188    |

| Frauen | Frauen         | Frauen | Frauen |
| ------ | -------------- | ------ | ------ |
| 0#     | Name           | Land   | Punkte |
|        | Ebtisam Zayed  | EGY    | 163    |
|        | Ese Ukpeseraye | NGR    | 139    |
|        | Siham Bousba   | ALG    | 115    |

### Madison
| Männer | Männer                            | Männer | Männer |
| ------ | --------------------------------- | ------ | ------ |
| 0#     | Namen                             | Land   | Punkte |
|        | Mahmoud Bakr Youssef Abouelhassan | EGY    | 141    |
|        | Anes Riahi Hamza Amari            | ALG    | 64     |
|        | Carl Bonthuys Rhys Burrell        | RSA    | 40     |

| Frauen | Frauen                      | Frauen | Frauen |
| ------ | --------------------------- | ------ | ------ |
| 0#     | Namen                       | Land   | Punkte |
|        | Ebtisam Zayed Shahd Mohamed | EGY    | 105    |
|        | Nesrine Houili Siham Bousba | ALG    | 36     |
|        | Malak Mechab Fatma Houmel   | ALG    | −18    |

## Resultate Junioren

### Sprint
| Männer | Männer               | Männer | Männer   |
| ------ | -------------------- | ------ | -------- |
| 0#     | Name                 | Land   | Zeit (s) |
|        | Moustafa Abdelrahman | EGY    |          |
|        | Hamza Shaaban        | EGY    |          |
|        | Santino Faro         | RSA    |          |

| Frauen | Frauen          | Frauen | Frauen   |
| ------ | --------------- | ------ | -------- |
| 0#     | Name            | Land   | Zeit (s) |
|        | Osaretin Godwin | NGR    |          |
|        | Divine Ogbe     | NGR    |          |
|        | Joumana Mahmoud | EGY    |          |

### Keirin
| Männer | Männer               | Männer | Männer |
| ------ | -------------------- | ------ | ------ |
| 0#     | Name                 | Land   |        |
|        | Daniel Le Roux       | RSA    |        |
|        | Hamza Shaaban        | EGY    |        |
|        | Moustafa Abdelrahman | EGY    |        |

| Frauen | Frauen          | Frauen | Frauen |
| ------ | --------------- | ------ | ------ |
| 0#     | Name            | Land   |        |
|        | Osaretin Godwin | NGR    |        |
|        | Divine Ogbe     | NGR    |        |
|        | Joumana Mahmoud | EGY    |        |

### Zeitfahren
| Männer | Männer               | Männer | Männer     |
| ------ | -------------------- | ------ | ---------- |
| 0#     | Name                 | Land   | Zeit (min) |
|        | Daniel Le Roux       | RSA    | 1:07,493   |
|        | Moustafa Abdelrahman | EGY    | 1:07,572   |
|        | Hamza Shaaban        | EGY    | 1:08,060   |

| Frauen | Frauen          | Frauen | Frauen     |
| ------ | --------------- | ------ | ---------- |
| 0#     | Name            | Land   | Zeit (min) |
|        | Hannie Vreken   | RSA    | 1:19,612   |
|        | Osaretin Godwin | NGR    | 1:21,125   |
|        | Divine Ogbe     | NGR    | 1:24,041   |

### Teamsprint
| Männer | Männer                                          | Männer | Männer   |
| ------ | ----------------------------------------------- | ------ | -------- |
| 0#     | Namen                                           | Land   | Zeit (s) |
|        | Hamza Shaaban Moustafa Abdelrahman Adham Yousry | EGY    | 48,497 G |
|        | Morgan Jones Zane Salzwedel Daniel Le Roux      | RSA    | 49,736 G |
|        | nicht vergeben                                  |        |          |

| Frauen | Frauen                                       | Frauen | Frauen     |
| ------ | -------------------------------------------- | ------ | ---------- |
| 0#     | Namen                                        | Land   | Zeit (min) |
|        | Divine Ogbe Osaretin Godwin Hikmat Sulaimon  | NGR    | 0:59,766   |
|        | Haneen Ramadan Joumana Mahmoud Rodina Radwan | EGY    | 1:01,576   |
|        | nicht vergeben                               |        |            |

### Einerverfolgung
| Männer | Männer                | Männer | Männer     |
| ------ | --------------------- | ------ | ---------- |
| 0#     | Name                  | Land   | Zeit (min) |
|        | Morgan Jones          | RSA    |            |
|        | Zane Salzwedel        | RSA    |            |
|        | Saifallah Ali Alsayed | EGY    |            |

| Frauen | Frauen            | Frauen | Frauen     |
| ------ | ----------------- | ------ | ---------- |
| 0#     | Name              | Land   | Zeit (min) |
|        | Nikalau Volsteedt | RSA    |            |
|        | Divine Ogbe       | NGR    | OVL        |
|        | Osaretin Godwin   | NGR    | 4:32,296   |

### Mannschaftsverfolgung
| Männer | Männer                                                        | Männer | Männer     |
| ------ | ------------------------------------------------------------- | ------ | ---------- |
| 0#     | Namen                                                         | Land   | Zeit (min) |
|        | Morgan Jones Noah September Zane Salzwedel Daniel Le Roux     | RSA    | 4:21,224   |
|        | Hamza Shaaban Karim Ali Mohamed Mahmoud Saifallah Ali Alsayed | EGY    | 4:56,504   |
|        | nicht vergeben                                                |        |            |

| Frauen | Frauen                                                       | Frauen | Frauen     |
| ------ | ------------------------------------------------------------ | ------ | ---------- |
| 0#     | Namen                                                        | Land   | Zeit (min) |
|        | Nour Elshabory Haneen Ramadan Joumana Mahmoud Maryam Zeinham | EGY    | 5:36,637   |
|        | nicht vergeben                                               |        |            |
|        | nicht vergeben                                               |        |            |

### Scratch
| Männer | Männer          | Männer | Männer |
| ------ | --------------- | ------ | ------ |
| 0#     | Name            | Land   |        |
|        | Morgan Jones    | RSA    |        |
|        | Zane Salzwedel  | RSA    |        |
|        | Mohamed Mahmoud | EGY    |        |

| Frauen | Frauen            | Frauen | Frauen |
| ------ | ----------------- | ------ | ------ |
| 0#     | Name              | Land   |        |
|        | Hannie Vreken     | RSA    |        |
|        | Nikalau Volsteedt | RSA    |        |
|        | Joumana Mahmoud   | EGY    |        |

### Punktefahren
| Männer | Männer          | Männer | Männer |
| ------ | --------------- | ------ | ------ |
| 0#     | Name            | Land   | Punkte |
|        | Noah September  | RSA    | 58     |
|        | Zane Salzwedel  | RSA    | 32     |
|        | Mohamed Mahmoud | EGY    | 29     |

| Frauen | Frauen            | Frauen | Frauen |
| ------ | ----------------- | ------ | ------ |
| 0#     | Name              | Land   | Punkte |
|        | Joumana Mahmoud   | EGY    | 41     |
|        | Nikalau Volsteedt | RSA    | 24     |
|        | Chehaibi Yassmine | TUN    | 18     |

### Ausscheidungsfahren
| Männer | Männer                | Männer | Männer |
| ------ | --------------------- | ------ | ------ |
| 0#     | Name                  | Land   |        |
|        | Daniel Le Roux        | RSA    |        |
|        | Mohamed Mahmoud       | EGY    |        |
|        | Saifallah Ali Alsayed | EGY    |        |

| Frauen | Frauen            | Frauen | Frauen |
| ------ | ----------------- | ------ | ------ |
| 0#     | Name              | Land   |        |
|        | Hannie Vreken     | RSA    |        |
|        | Joumana Mahmoud   | EGY    |        |
|        | Nikalau Volsteedt | RSA    |        |

### Omnium
| Männer | Männer          | Männer | Männer |
| ------ | --------------- | ------ | ------ |
| 0#     | Name            | Land   | Punkte |
|        | Zane Salzwedel  | RSA    | 165    |
|        | Mohamed Mahmoud | EGY    | 145    |
|        | Morgan Joens    | RSA    | 141    |

| Frauen | Frauen          | Frauen | Frauen |
| ------ | --------------- | ------ | ------ |
| 0#     | Name            | Land   | Punkte |
|        | Hannie Vreken   | RSA    | 131    |
|        | Osaretin Godwin | NGR    | 128    |
|        | Joumana Mahmoud | EGY    | 123    |

### Madison
| Männer | Männer                        | Männer | Männer |
| ------ | ----------------------------- | ------ | ------ |
| 0#     | Namen                         | Land   | Punkte |
|        | Zane Salzwedel Morgan Jones   | RSA    | 73     |
|        | Noah September Daniel Le Roux | RSA    | 57     |
|        | Mohamed Mahmoud Hamza Shaaban | EGY    | −8     |

| Frauen | Frauen                         | Frauen | Frauen |
| ------ | ------------------------------ | ------ | ------ |
| 0#     | Namen                          | Land   | Punkte |
|        | Joumana Mahmoud Haneen Ramadan | EGY    |        |
|        | Maryam Zeinham Nour Elshabory  | EGY    |        |
|        | nicht vergeben                 |        |        |

## Medaillenspiegel
| Platz  | Land         | Gold | Silber | Bronze | Gesamt |
| ------ | ------------ | ---- | ------ | ------ | ------ |
| 1      | Ägypten      | 20   | 16     | 14     | 50     |
| 2      | Südafrika    | 17   | 10     | 11     | 38     |
| 3      | Algerien     | 4    | 7      | 6      | 17     |
| 4      | Nigeria      | 3    | 10     | 3      | 16     |
| 5      | Burkina Faso | 0    | 0      | 2      | 2      |
| 6      | Benin        | 0    | 0      | 1      | 1      |
| 6      | Tunesien     | 0    | 0      | 1      | 1      |
| Gesamt | Gesamt       | 44   | 43     | 38     | 125    |